# ویلارد گارفیلد وستون
ویلارد گارفیلد وستون (انگلیسی: W. Garfield Weston) (زاده ۲۶ فوریه ۱۸۹۸ - درگذشته ۲۲ اکتبر ۱۹۷۸) کارآفرین، بازرگان و مدیر ارشد اجرایی کانادایی بود، که در سال ۱۹۳۵ شرکت اسوسیتد بریتیش فودز را تأسیس کرد.